# 樂園追放 -Expelled from Paradise-
《乐园追放 -Expelled from Paradise-》（日语：／）是东映动画和Nitro+合作制作的原创动画电影，由水岛精二执导，虚渊玄编剧，使用3D场景加2D重绘的风格，是两人首部全CG风格的作品，于2014年11月15日发布。
2024年1月27日，宣布制作续作《樂園追放 心之共鳴》（楽園追放 心のレゾナンス），预计于2026年上映。

## 剧情概述
在地球爆发“纳米危机”大部分生态被摧毁后，98%的人类舍弃肉身，将自己人格数据化迁往部署在地月系L1点的太空站“迪瓦（Deva）”的虚拟数据空间中生活。
西元2400年，一股名为“弗隆提亚·赛格（Frontier Setter）”的力量不断骇入“迪瓦”，並廣播尋求自願參加宇宙移民的成員，“迪瓦”高层认为来源是来自地球地面上，所以派遣特工“安吉拉·巴尔扎克（Angela Balzac）”使用重新生成的肉体素体（Material Body）返回地面。和地面协助人员“丁格（Dingo）”寻找并摧毁其。安吉拉和丁格汇合后，在不断的追寻中发现该力量并非原先所想的简单，并且对于仍在地球生活的人类的观感有所改变。
最终发现“弗隆提亚·赛格”实际上是纳米危机前人类所设立避免灭绝探索可生存空间的计划——用于建造大型深空探测船的建设AI系统，在长时间的运作中产生了类似人类的人格，“入侵”迪瓦实际上是希望招募所能容纳的数据化人类作为乘客。在得知原由后，安吉拉回去复命并试图说服迪瓦高层接受计划，但高层早就不屑于这个计划，认为安吉拉反叛将其拘禁，并计划派遣武装特工摧毁弗隆提亚·赛格的成果。弗隆提亚·赛格获悉后再次入侵迪瓦救出安吉拉，并偷出大量装备，与丁格合作在地球地面对抗迪瓦高层的部队。丁格认为AI它已具备人类的性质，可以代替人类完成深空探索任务，最终守住建筑AI系统乘坐的大型火箭，让其到达深空探测船，开展它原来的任务；而安吉拉也发现自己对地球了解得不够，决定留下和丁格在一起。迪瓦高层的行动被挫败后，认为安吉拉已经受到地球人类的腐化，需要加强迪瓦的管治。

## 登场角色
安吉拉·巴尔扎克（Angela Balzac，聲：钉宫理惠）
迪瓦中央保安局三等官，探员编号为ZQ875456，数据化人类，负责调查和追捕骚扰迪瓦世界的弗隆提亚·赛格，高层派遣其回到地面进行实地调查，为了比其他人优先到达地面完成任务獲得功勞，而选择提前終止肉体生长，以生理年龄16岁的素体回到地面。
拥有很好的格斗和工作能力，追求做事效率化。剛獲得肉體時由於不知道身體正常的感受應該是如何，加上被切斷與迪瓦的連線無法接收身體異常的警告，導致不知道應該要睡覺，最後過累病倒，在丁格的照顧下才康復。
起初对仍保留肉体的地面人有厌恶的态度，认为只有数据化人类才是人类的最高进化形态，但在了解到地面人的生活态度和弗隆提亚·赛格的真正目的后改变了想法，并试图说服高层，结果高层不接受并以叛乱罪将她永久封存监禁，被弗隆提亚·赛格救出逃回到地面後，為了保护弗隆提亚·赛格的計畫，與保安隊的地面部隊戰鬥。最终發現自己對地球上的世界還不怎麼了解並想瞭解更多，婉拒了弗隆提亚·赛格提出的一起前往宇宙探險的邀請，选择留在地球和丁格在一起。
扎里克·卡吉瓦拉（Zarik Kajiwara，聲：三木眞一郎）
通称丁格（Dingo），地面人类，多次协助迪瓦中央保安局完成地面任务，被指派与安吉拉合作，保安局给予其很高的评价，但认为其日常行为不良。
自称有畏高症，枪法精准，做事悠闲但实干，擅长与地面人的交往，喜欢摇滚音乐。認為迪瓦對外所標榜的「可能性與自由」都是謊言，因為迪瓦的世界會過度的量化個人的表現，導致每個人都被社會的枷鎖所束縛，居民實際上也只是生活在一個巨大的牢籠。相比之下，地面的生活雖然艱苦，但能用自己的感觉真正地享受作为人类的生活，所以不想成为虚拟世界的奴隶，多次拒绝了迪瓦邀请其人格数据化来迪瓦生活。
弗隆提亚·赛格（Frontier Setter，聲：神谷浩史）
多次入侵迪瓦的神秘势力，最终确认实际是原来人类的太空远航计划用船——Genesis Ark号远航船的建筑管理系统AI程序，负责在地月系L3点建设Genesis Ark号，并在地球继续建设所需搭载其核心和反应堆的运输火箭，虽然人类很早就放弃计划，但在「纳米灾难」后100年间依然在收集材料建造火箭，并进化出近似人类的人格。
由於缺乏物資，Genesis Ark被迫在建造途中修改原本設計，取消可維持數百人的生命維持系統，使迪瓦上沒有肉體的數據化人類成為唯一可能搭乘的乘客。分析後預測迪瓦高層不可能會接受計畫，為了完成計畫，決定入侵迪瓦，想绕过迪瓦高层征集乘行的数据化人类乘客。
最後明白到迪瓦居民不想改變現狀，以及安吉拉和丁格想要继续留在地球后，本來認為沒有人類乘客的邊境重設計劃被迫失去原本的意義，但在丁格的勸說下瞭解了其實自己的存在已經和人類差不多，並保存了人類完整的文化資訊。最後以人類最後的後裔的名號自居，选择独自成行搭乘火箭前往Genesis Ark号，並按原定目标前往深空探索。
迪瓦中央保安局高官（聲：稻叶实、江川央生、上村典子）
迪瓦中央保安局的三人议会领导，形象分别为象头神、宙斯、仁王那羅延天，自认为迪瓦才是人类的乐园，可能知道弗隆提亚·赛格的真实目的，对安吉拉的求情不予理会并试图摧毁弗隆提亚·赛格的成果。最终失败后，认为留在地球的安吉拉被旧人类的价值观所感化，有损迪瓦的管治，认为需要加强对迪瓦的管制。
克里斯汀·吉拉姆（Christine Gillum，聲：林原惠），维洛妮卡·库里科娃（Veronica Kulikova，聲：高山南），希尔德·托瓦尔（Hilde Thorwald，聲：三石琴乃）
同样来到地面追查弗隆提亚·赛格的迪瓦保安局探员，在接到进攻弗隆提亚·赛格的指令前往，被安吉拉和丁格连手击败，故事最后中其中两人只是受伤。
阿隆佐·珀西（Alonzo Percy，聲：古谷徹）
劇情開頭在公共海灘主動向安吉拉搭訕的男人。
拉兹罗（Lazro，聲：遠藤大智）
和弗隆提亚·赛格提供硝酸铵肥料作为交易并向丁格提供情报的人。
三名流氓（聲：半田裕典、荒井聪太、金本涼辅）
试图打劫安吉拉的流氓，剛開始被安吉拉優異的格鬥技擊退，但安吉拉刚获的肉身因劳累與疾病導致體力不支，被三人抓住，三人在抓住安吉拉时由於丁格的施救而逃走。

## 用语
迪瓦（Deva）
建立在地月系L1的太空站群内的电脑虚拟世界，由于地球生态被摧毁，98%的人类舍弃肉身将人格数据化后迁往上面生活。
對內外皆宣稱是人类的乐园，但实际上数据人格能過上怎麼樣的生活，全看自身所拥有的储存空间量，而這些全按照對社會的贡献来获得相应份额。如果沒有上進心或者沒能力做到貢獻的人格，能分配到的储存空间便會減少，更甚者会被终止并压缩封存。這導致整個迪瓦居民的生活皆被高層制定的社會準則所左右，不達成準則中所謂的貢獻，連好好生活做不到。而為了獲得更多储存空间，服從上級與出人頭地成為迪瓦居民人生的全部。
实际上和边境重设计划是相辅相成又相互对立的人类生存计划，但迪瓦方面已经放弃边境重设的可能性而安于现状，甚至视对方为威胁。
Genesis Ark号（Genesis Ark）
边境重设计划中所建造的用于深空人类探索和殖民的远征太空船，全长1200米，由部署在地月系L3点的机器人群建造，而所需的建造管理系统核心和运行反应堆则在地球上建造并由地球遗留的大功率运输火箭运送后完成组装。
边境重设（Frontier Setter）
实际上弗隆提亚·赛格所执行的真实计划，在纳米危机前人类所设立避免滅絕探索可生存空间的计划之一，與建造迪瓦的計畫處於競爭關係，其目标是在太空建立远航船對獵戶座旋臂內可能適合人類居住的行星進行探索。然而在大部份人類從地表消失後計畫被廢棄，但負責建造的機器人和管理AI仍然在繼續執行原定計劃。由於資源不足，建造太空船的機器人被迫取消了原本可乘坐上百人的維生系統，使得迪瓦上的數據化人類成為唯一可能搭乘的乘客。由于建造管理系统AI认为迪瓦高层不会抱该计划任何可能性，而选择直接入侵迪瓦向市民征集乘客。最终迪瓦的反对和安吉拉的决定，执行计划的AI决定独自离开完成计划。
Arhan（聲：安濟知佳）
迪瓦给派遣人员的机甲武装，收纳时为球形，展开时为近似人形，拥有各种强力武装，但需要保持和迪瓦的数据连线，断线后被形容为只是废铁。
沙蟲
於沙漠生息的巨型肉食性多足猛獸，威脅等級為B＋，頭部是其弱點，其肉可供食用。
素體（Material Body）
即物質的身體，是為在地上真實世界行動用而以人出生時之基因克隆出的身體。於任務完成後，軀體會收到端粒縮短的命令，此後便可將軀體處置。
纳米危机
故事中发生在100多年前导致地球生态摧毁的大灾难。
警衛機器人（Sentry Robot）
奈米危機發生前之時代使用的警衛機器人。

## 制作人员
- 原作：Nitro+、东映动画
- 编剧：虚渊玄
- 导演：水岛精二
- 人物设定：斋藤将嗣
- 视觉设计：上津康义
- 机械设计（フロンティアセッター）：石垣纯哉、斋藤将嗣、柳濑敬之、石渡诚
- 雕塑设计：浅井真纪
- 平面设计：草野刚
- 设定考证、概念设计：小仓信也
- 演出：京田知己
- 分镜：水島精二、京田知己、角田一樹、黒川智之
- CG监督：阿尾直樹
- 作画监督：郷津春奈
- 数字作画监督：山崎真央
- 造型总监：横川和政
- 色彩设定：村田恵里子
- 图形设计：宫原洋平、佐藤菜津子
- 美术监督：野村正信
- 摄影监督：林幸次郎
- 編集：吉武将人
- 音响监督：三间雅文
- 音响效果：仓桥静男
- 音乐：NARASAKI
- 动作顾问：板野一郎
- 动画监制：森口博史
- 动画总监：吉冈宏
- 制片人：野口光一
- 动画制作：GRAPHINICA
- 配給：T-JOY
- 协力：东映
- 制作委员会：东映动画、
- 策划、制作：东映动画

## 主题曲

作词：，作曲：Mish-Mosh，编曲： 前口渉，演唱： ELISA

## 发行商品

### BD/DVD
2014年11月15日发售BD剧场限定版，12月10日预定发售完全生产限定版，BD普通版，DVD普通版。

### 书籍
- [4]

作者：八杉将司，插画：斋藤将嗣
ISBN 978-4-15-031171-1，2014年10月17日发售，早川文库刊载。
本作的轻小说化版本
- [4]

作者：手代木正太郎，插画：斋藤将嗣
ISBN 978-4-09-451518-3，2014年10月17日发售，GAGAGA文庫刊载。
本作的前传性质轻小说
- 乐园追放rewired 电脑世界SF杰作集（楽園追放 rewired サイバーパンクSF傑作選）[4]

编制：虚渊玄、大森望
ISBN 978-4-15-031172-8，2014年10月17日发售，早川文库刊载。
收录虚渊玄关于本作的世界观创作影响的相关主题作品。
- 乐园追放 斋藤将嗣设计书（楽園追放 -Expelled from Paradise- 齋藤将嗣デザインワークス）[4]

监修：东映动画，插画：斋藤将嗣
ISBN 978-4-75-801411-3，2014年11月15日发售，一迅社刊载
关于人设和机设斋藤将嗣的本作品设定手册。
作者：大樹連司，插画：齋藤将嗣
ISBN 978-4-15-031215-2，2015年8月14日发售。
本作半年后的后传性质小说。

### 遊戲
- 超級機器人大戰T（首次参与）
- 超級機器人大戰X-Ω

## 现实影响
首放两天票房已经接近3千万日元，有1万7千以上观看人次。由美国Aniplex引进，于12月13日在美国继续上映。
由于编剧虚渊玄的过往作品被指主要角色会不断死去，使本人发表澄清“不会写出死人的剧本”。